# O Canada
O Canada è l'inno nazionale del Canada. Il testo fu scritto in lingua francese da Adolphe-Basile Routhier nel 1880 e in lingua inglese da Robert Stanley Weir nel 1908. La musica è di Calixa Lavallée.

## Storia
L'inno venne adottato ufficialmente nel 1980 in sostituzione di God Save the Queen tradizionalmente utilizzato come inno nazionale fino al 1965, quando The Maple Leaf Forever lo sostituì negli eventi sportivi. Fino a quella data era sentita da parte dei canadesi l'appartenenza all'Impero britannico ma successivamente anche con l'adozione della nuova bandiera canadese (15 febbraio 1965) fu deciso di cambiare anche l'Inno nazionale in modo da dare un carattere più "canadese" alla melodia che lo rappresentava. Solo nel 1980 però si arrivò all'approvazione definitiva declassando il God Save the Queen a inno reale intonato quindi in presenza del Sovrano o di qualche altro membro della famiglia reale o in commemorazioni particolari.
Due citazioni del testo, With glowing hearts e Des plus brilliants exploits, sono state usate come slogan dei XXI Giochi olimpici invernali disputati in Canada, a Vancouver.

## Testi ufficiali in inglese
| Testo ufficiale in inglese | Traduzione in italiano |
| O Canada! Our home and native land! True patriot love in all of us command. With glowing hearts we see thee rise, The True North strong and free! From far and wide, O Canada, we stand on guard for thee. God keep our land glorious and free! O Canada, we stand on guard for thee. | O Canada Nostra patria e terra natia! Possa il vero amore patriottico imperare in tutti noi. Con i cuori ardenti ti vediamo sorgere, Il vero Nord, forte e libero! Da ogni parte, O Canada, noi stiamo all'erta per te. Dio conservi la nostra gloriosa e libera terra! O Canada, noi stiamo all'erta per te. |

| O Canada! Where pines and maples grow. Great prairies spread and lordly rivers flow. How dear to us thy broad domain, From east to western sea Thou land of hope for all who toil! Thou True North, strong and free! God keep our land glorious and free! O Canada, we stand on guard for thee. | O Canada! dove crescono pini e aceri. Si estendono grandi praterie e scorrono fiumi signorili. Quanto è caro a noi il tuo vasto dominio, Dall'est al mare occidentale, Tua terra di speranza per tutti coloro che si lavorano! Tu vero Nord, forte e libero! Dio conservi la nostra gloriosa e libera terra! O Canada, noi stiamo all'erta per te. |

| O Canada! Beneath thy shining skies May stalwart sons and gentle maidens rise, To keep thee steadfast through the years From east to western sea, Our own beloved native land! Our True North, strong and free! God keep our land glorious and free O Canada, we stand on guard for thee. | O Canada! Sotto i tuoi cieli splendenti, Possano sorgere figli forti e fanciulle miti, Per mantenerti saldo attraverso gli anni Dall'est al mare occidentale, La nostra amata terra propria! Nostro vero nord, forte e libero! Dio conservi la nostra gloriosa e libera terra! O Canada, noi stiamo all'erta per te. |

| Ruler supreme, who hearest humble prayer, Hold our dominion within thy loving care; Help us to find, O God, in thee A lasting, rich reward, As waiting for the better Day, We ever stand on guard. God keep our land glorious and free O Canada, we stand on guard for thee. | Sovrano supremo, che ascolta l'umile preghiera, Mantieni il nostro dominio nella tua amorevole cura; Aiutaci a trovare, o Dio, in te Una ricompensa duratura e ricca, Come aspettando un giorno migliore, Siamo sempre in guardia. Dio conservi la nostra gloriosa e libera terra! O Canada, noi stiamo all'erta per te. |

## Testi ufficiali in francese
| Testo ufficiale in francese | Traduzione in italiano |
| Ô Canada! Terre de nos aïeux, Ton front est ceint de fleurons glorieux! Car ton bras sait porter l'épée, Il sait porter la croix! Ton histoire est une épopée Des plus brillants exploits. Et ta valeur, de foi trempée, Protégera nos foyers et nos droits. | O Canada! Terra dei nostri antenati, La tua fronte è cinta di fioroni gloriosi! Perché il tuo braccio sa portare la spada, Sa portare la croce; La tua storia è epica Di più brillanti imprese. E il tuo valore trionfante di fede Proteggerà i nostri focolari e i nostri diritti; Proteggerà i nostri focolari e i nostri diritti. |

| | |
| Sous l’oeil de Dieu, près du fleuve géant Le Canadien grandit en espérant. Il est né d’une race fière, Béni fut son berceau. Le ciel a marqué sa carriere Dans ce monde nouveau. Toujours guidé par sa lumière, Il gardera l’honneur de son drapeau; Il gardera l’honneur de son drapeau | Sotto l'occhio di Dio, vicino al fiume gigante, Il canadese cresce nella speranza. Era nato di una razza fiera, Fu benedetto la sua culla. Il cielo ha segnato la sua carriera In questo nuovo mondo. Sempre guidato dalla sua luce, Manterrà l'onore della sua bandiera; Manterrà l'onore della sua bandiera. |

| | |
| De son patron, précurseur du vrai Dieu, Il porte au front l’auréole de feu. Ennemi de la tyrannie Mais plein de loyauté. Il veut garder dans l'harmonie Sa fière liberté; Et par l'effort de son génie, Sur notre sol asseoir la vérité. Sur notre sol asseoir la vérité. | Dal suo patrono, il precursore del vero Dio, Porta sulla sua fronte l'aureola di fuoco; Nemico della tirannia, Ma pieno di fedeltà, Vuole rimanere nell'armonia Sua fiera libertà. E per lo sforzo dal suo genio, Sul nostro suolo sedersi la verità, Sul nostro suolo sedersi la verità! |

| | |
| Amour sacré du trône et de l'autel Remplis nos coeurs de ton souffle immortel. Parmi les races étrangères Notre guide est la loi; Sachons être un peuple de frères, Sous le joug de la foi Et répétons comme nos pères Le cri vainqueur: «Pour le Christ et le Roi». Le cri vainqueur: «Pour le Christ et le Roi». | Sacro amore del trono e dell'altare Riempi i nostri cuori del tuo respiro immortale. Tra le razze straniere Nostra guida è la legge; Sappiamo un popolo di fratelli, Sotto il giogo della fede. E ripetiamo come i nostri padri Il grido vittorioso: "Per Cristo e il Re". |

| Testo in inuktitut | Translitterazione |
| ᐆ ᑲᓇᑕ! ᓇᖕᒥᓂ ᓄᓇᕗᑦ! ᐱᖁᔭᑏ ᓇᓚᑦᑎᐊᖅᐸᕗᑦ. ᐊᖏᒡᓕᕙᓪᓕᐊᔪᑎ, ᓴᙱᔪᓗᑎᓪᓗ. ᓇᖏᖅᐳᒍ, ᐆ ᑲᓇᑕ, ᒥᐊᓂᕆᑉᓗᑎ. ᐆ ᑲᓇᑕ! ᓄᓇᑦᓯᐊ! ᓇᖏᖅᐳᒍ ᒥᐊᓂᕆᑉᓗᑎ, ᐆ ᑲᓇᑕ, ᓴᓚᒋᔭᐅᖁᓇ! | Uu Kanata! Nangmini nunavut! piqujatii nalattiaqpavut. Angiglivalliajuti, sanngijulutillu. Aangiqpugu, uu Kanata, mianiripluti. Uu Kanata! Nunatsia! nangiqpugu mianiripluti, Uu kanata, Salagijauquna! |